# LFF Supertaurė
LFF Supertaurė je litevský fotbalový Superpohár, jednozápasová soutěž hraná před začátkem sezóny, typicky v březnu. Proti sobě nastupují kluby, z nichž jeden je vítězem litevské A Lygy a druhý vítězem litevského fotbalového poháru. Jestliže obě soutěže vyhrál jeden klub (čili získal v sezóně tzv. double), Superpohár se nehraje a daný klub jej získává automaticky.
LFF Supertaurė se hraje od roku 1995 a v případě nerozhodného stavu po skončení regulérní hrací doby přichází na řadu prodloužení, případně penaltový rozstřel (pokud se nerozhodne ani v prodloužení).

## Finále LFF Supertaurė
| Rok  | Vítěz                        | Poražený                  | Výsledek                 | Město                    |
| ---- | ---------------------------- | ------------------------- | ------------------------ | ------------------------ |
| 1995 | Inkaras-Grifas Kaunas (M)(P) | —                         | —                        | —                        |
| 1996 | Kareda Šiauliai (P)          | Inkaras-Grifas Kaunas (M) | 2:1                      | Marijampolė              |
| 1997 | nehrálo se                   | nehrálo se                | nehrálo se               | nehrálo se               |
| 1998 | FK Ekranas (P)               | Kareda Šiauliai (M)       | 3:0                      | Kėdainiai                |
| 1999 | nehrálo se                   | nehrálo se                | nehrálo se               | nehrálo se               |
| 2000 | nehrálo se                   | nehrálo se                | nehrálo se               | nehrálo se               |
| 2001 | nehrálo se                   | nehrálo se                | nehrálo se               | nehrálo se               |
| 2002 | FBK Kaunas (M)(P)            | —                         | —                        | —                        |
| 2003 | Žalgiris Vilnius (P)         | FBK Kaunas (M)            | 2:1                      | Šiauliai                 |
| 2004 | FBK Kaunas (M)(P)            | —                         | —                        | —                        |
| 2005 | nehrálo se                   | nehrálo se                | nehrálo se               | nehrálo se               |
| 2006 | FK Ekranas (M)               | FBK Kaunas (P)            | 2:1                      | Palanga                  |
| 2007 | FBK Kaunas (M)               | FK Sūduva Marijampolė (P) | 1:0                      | Marijampolė              |
| 2008 | nehrálo se                   | nehrálo se                | nehrálo se               | nehrálo se               |
| 2009 | FK Sūduva Marijampolė (P)    | FK Ekranas (M)            | 0:0 (2:1 pen.)           | Šiauliai                 |
| 2010 | FBK Kaunas (M)(P)            | —                         | —                        | —                        |
| 2011 | FBK Kaunas (M)(P)            | —                         | —                        | —                        |
| 2012 | nehrálo se, reorganizace     | nehrálo se, reorganizace  | nehrálo se, reorganizace | nehrálo se, reorganizace |
| 2013 | VMFD Žalgiris Vilnius (M)(P) | —                         | —                        | —                        |
| 2014 | VMFD Žalgiris Vilnius (M)(P) | —                         | —                        | —                        |
| 2015 | VMFD Žalgiris Vilnius (M)(P) | —                         | —                        | —                        |
| 2016 | FK Žalgiris (M)(P)           | FK Trakai                 | 4:1                      | Vilnius                  |
| 2017 | FK Žalgiris (M)(P)           | FK Trakai                 | 1:0                      | Vilnius                  |
| 2018 | FK Sūduva (M)                | FC Stumbras (P)           | 5:0                      | Marijampolė              |
| 2019 | FK Sūduva (M)                | FK Žalgiris (P)           | 2:0                      | Marijampolė              |
| 2020 | FK Žalgiris                  | FK Sūduva                 | 1–0                      | Vilnius                  |
| 2021 | FK Panevėžys                 | FK Žalgiris               | 2–2; 3–2 pen.            | Vilnius                  |
| 2022 | FK Sūduva                    | FK Žalgiris               | 0–0; 3–2 pen.            | Vilnius                  |

Vysvětlivky:
- (M) - mistr A Lygy
- (P) - vítěz litevského fotbalového poháru